# Natronambulite
La natronambulite è un minerale.